# Nyíregyháza
Nyíregyháza (slovački: Níreďháza, njemački: Birkenkirchen), grad na sjeveroistoku Mađarske od 118.795 stanovnika.
Grad je administrativni centar Szabolčke-szatmárske-bereške županije i sedmi po veličini u Mađarskoj.

## Zemljopisne karakteristike
Nyíregyháza leži nedaleko od ukrajinske granice, ona je važno željezničko i cestovno čvorište iz kog vode putevi prema graničnom prijelazu Záhony.
Nyíregyháza je najveći grad u gornjem toku rijeke Tise u kraju koji se sklapa s tradicionalnom regijom - Nyírség. Području koje je vijekovima bilo sinonim za divljinu, zbog dina i močvara, koje su se tek mukotrpnim radom mogle pretvoriti u oranice. 
Nedavna otkrića depozita prirodnog plina i boljih mogućnosti za navodnjavanje, povećali su izglede regije za ekonomski rast.

## Privreda
Okolica Nyíregyháza je poljoprivredno - stočarski kraj, pa je grad i danas prvenstveno trgovački centar svoje okolice.
Pješčano tlo pogodno je za uzgoj šećerne repe, krumpira i duhana, pored toga uzgaja se u nešto manjim količinama i suncokret, mak, lubenice, dinje, marelice, grožđe i naročito jabuke.
Uz to se uzgaja se puno svinja i goveda. 
Nakon Drugog svjetskog rata podignuto je dosta pogona prehrambene industrije od destilerija do tvornica konzervi i sokova, a ima i nešto drvne industrije.
Nyíregyháza je i poznato termalno kupalište i lječilište - zbog slanog jezera Sóstó.

## Stanovništvo
Prema popisu iz 2001. godine, grad je imao 118.795 stanovnika.

## Gradovi prijatelji
| - Ujedinjeno Kraljevstvo, St. Albans - Poljska, Rzeszów - Njemačka, Iserlohn - Finska, Kajaani | - Ukrajina, Užgorod - Rumunjska, Satu Mare - Slovačka, Prešov - Izrael, Kirjat Motzkin |

## Galerija
- Gradska kuća
- Glavni gradski trg
- Katolička crkva
- Mađarska grkokatolička Crkva
- Kalvinistička crkva
- Centar
- Szabolcs Takarék Banka
- Gimnazija